# Eric Staal
Eric Craig Staal (Thunder Bay, Ontario, 29. listopada 1984.) kanadski je profesionalni hokejaš na ledu. Lijevoruki je napadač i igra na poziciji centra. Danas je zamjenski kapetan National Hockey League (NHL) momčadi Carolina Hurricanes. Stariji je brat Jordana Staala iz Pittsburgh Penguinsa, osvajača Stanleyjeva kupa, Marca Staala iz New York Rangersa, te Jareda Staala iz San Antonio Rampagea, AHL podružnice Phoenix Coyotesa.

## National Hockey League

### Carolina Hurricanes
Carolina Hurricanesi birali su Staala kao drugi izbor drafta 2003., poslije Penguinsovog vratara Marc-André Fleuryja. Prije drafta igrao je u Peterborough Petesima iz Ontario Hockey League (OHL), gdje je u dvije sezone (od njih 3) ostvario 160 bodova. Već je u prvoj profesionalnoj sezoni (2003./04.) debitirao u NHL-u, podigravši 81 susret i osvojivši 31 bod. Sezonu 2004./05. zbog NHL lock-outa proveo je u AHL podružnici Hurricanesa, Lowell Lock Monstersima. Iako se tek jednu sezonu zadržao u Lowellu postavio je mnoge rekorde kluba: u bodovima (77), asistencijama (51), plus/minus statistici (+37) i golovima s igračem manje (7). 
Druga sezona (2005./06.) u NHL-u donijela je napredak u njegovom napadačkom dijelu osvojivši 100 bodova (45 golova, 55 asistencija). U toj sezoni, bio je šesti na ljestvici igrača NHL-a s ostvarenim bodovima. Takav individualan napredak odrazio se i na cijelu momčad, pa su Hurricanesi odigrali najbolju sezonu u povijesti franšize i plasirali se u play-off kao drugi na Istoku. U play-offu 2006. je nastavio sa sjajnim igrama postigavši nekoliko važnih golova, od čega čak njih sedam s igračem više. Hurricanesi su stigli do finala Stanleyjeva kupa i osvojili ga pobijedivši Edmonton Oilerse u sedam utakmica. To je bio prvi osvojeni Stanleyjev kup u povijesti franšize kluba. 
Nakon što je potpisao novi trogodišnji ugovor s Hurricanesima vrijedan 13,5 milijuna $, Staal je nastavio sa svojim individualnim napretkom, bez obzira na to što su se Hurricansi u sljedeće tri sezone mučili za plasman među 8 najboljih momčadi Istoka. Svoj peti hat-trick karijere postigao je 22. studenog 2008. u slavlju Hurricanesea nad Phoenix Coyotesima. Svoje pogotke postigao u razmaku od samo 24 minute. Na All-Star susretu 2008. Staal je za momčad Istoka zabilježio dva gola i jednu asistenciju i zasluženo dobio nagradu za MVP-a.

## Reprezentacija
Staal je član kanadske hokejaške reprezentacije. Za kanadsku vrstu igrao je na svjetskom prvenstvu 2007. u Rusiji i 2008. u Kanadi, gdje je osvojio zlatnu, odnosno srebrnu medalju. Staal, nakon što se našao u popisu igrača Kanade za ZOI u Vancouveru 2010. s reprezentacijom je osvojio zlatnu medalju, pobijedivši u finalnom dvoboju 3:2 nakon produžetaka, velike rivale, reprezentaciju SAD-a. Već kao 25-godišnjak Staal je postao član IIHF Triple Gold kluba, kojeg čine igrači koji su u svojoj karijeri osvojili svjetsko i olimpijsko zlato, te Stanleyjev kup.

## Statistika karijere

### Klupska statistika
| 2000./01.  | Peterborough Petes   | OHL        | 63  | 19  | 30  | 49  | 23  | 7  | 2  | 5  | 7  | 4  |
| 2001./02.  | Peterborough Petes   | OHL        | 56  | 23  | 39  | 62  | 40  | 6  | 3  | 6  | 9  | 10 |
| 2002./03.  | Peterborough Petes   | OHL        | 66  | 39  | 59  | 98  | 36  | 7  | 5  | 9  | 14 | 6  |
| 2003./04.  | Carolina Hurricanes  | NHL        | 81  | 11  | 20  | 31  | 40  | —  | —  | —  | —  | —  |
| 2004./05.  | Lowell Lock Monsters | AHL        | 77  | 26  | 51  | 77  | 88  | 11 | 2  | 8  | 10 | 12 |
| 2005./06.  | Carolina Hurricanes  | NHL        | 82  | 45  | 55  | 100 | 81  | 25 | 9  | 19 | 28 | 8  |
| 2006./07.  | Carolina Hurricanes  | NHL        | 82  | 30  | 40  | 70  | 68  | —  | —  | —  | —  | —  |
| 2007./08.  | Carolina Hurricanes  | NHL        | 82  | 38  | 44  | 82  | 50  | —  | —  | —  | —  | —  |
| 2008./09.  | Carolina Hurricanes  | NHL        | 82  | 40  | 35  | 75  | 50  | 18 | 10 | 5  | 15 | 4  |
| NHL ukupno | NHL ukupno           | NHL ukupno | 409 | 164 | 194 | 358 | 289 | 43 | 19 | 24 | 43 | 12 |

### Kanadska reprezentacija
| Godina  | Reprezentacija | Nat. | GP | G | A  | Bod | KM |
| ------- | -------------- | ---- | -- | - | -- | --- | -- |
| 2007.   | SP             | 9    | 5  | 5 | 10 | 6   |    |
| 2008.   | SP             | 8    | 4  | 3 | 7  | 6   |    |
| Seniori | Seniori        | 17   | 9  | 8 | 17 | 12  |    |

## Vanjske poveznice
- Profil na The Internet Hockey Databse
- Profil na Legends of Hockey.net